# Nornickel

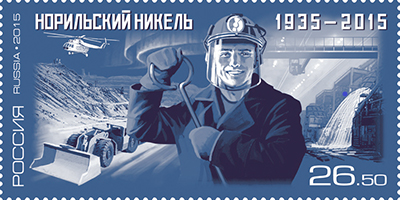
Un sello postal ruso, 2015

Nornickel, o MMC Norilsk Nickel (en ruso “Норникель” (desde 2016) o “Норильский никель”, MMC significa “Mining and Metallurgical Company” [en español Compañía de Minería y Metalúrgica]) es una empresa minera y refinadora ubicada en la zona de Norilsk–Talnaj, en el norte de Rusia. La empresa es la mayor productora mundial de níquel y paladio y también la mayor productora de oro en Rusia. Posee las mayores reservas de minas de níquel. Además, produce platino, cobre, plata, cobalto y otros metales no ferrosos. Junto con su subsidiaria Stillwater Mining Company (Billings, Montana, Estados Unidos) es la cuarta productora mundial de platino. En cuanto a la explotación de cobre se encuentra entre los diez mayores productores del mundo. La sede de la empresa se encuentra en Moscú.
Las unidades del Grupo Nornickel se encuentran ubicadas dentro de la Federación Rusa en el Distrito Industrial de Norilsk, la Península de Kola y el Territorio Trans-Baikal así como en Finlandia. 
La división Polar del Grupo Nornickel está ubicada más allá del círculo polar ártico en la península de Taimyr la cual es la base de los recursos clave de la empresa. Además está unida a otras regiones a través del río Yenisey, la Ruta Marítima del Norte y vías aéreas. 
Kola MMC (Kólskaya gorno-metalurguícheskaya kompania [en español Empresa Minera y Metalúrgica de Kola]) ubicada en la península de Kola, es el centro de refinación de níquel del Grupo Nornickel y es la instalación industrial líder en la región de Murmansk.
GRK Býstrinskoye es un complejo industrial minero y de enriquecimiento ubicada en el distrito de Gazimuro-Zavodsky del Territorio Trans-Baikal. Es uno de los proyectos greenfield más grandes en la industria. La instalación está conectada con otras regiones por ferrocarril.
Norilsk Nickel Harjavalta ubicada en Finlandia pasó a formar parte del Grupo en 2007. Procesa la materia prima rusa de la empresa y las materias primas que contienen níquel obtenidas de proveedores externos.
Además de las instalaciones de producción, la Compañía tiene su propia red de ventas, compañías de combustible y energía, activos de transporte como NordStar Airlines, SmartAvia, Yeniséiskoye rechnoye parajodstvo (en español: Navegación Fluvial del Yeniséi), unidades de investigación y desarrollo, así como una flota de carga en el Ártico.
La compañía cotiza en el NASDAQ y en la Bolsa de Comercio de Rusia.

## Historia
En 1919 durante la expedición encabezada por Nikolái Urvántsev y Alexandr Sótnikov, conocidos por ser los descubridores de los yacimientos, se tomaron las primeras muestras de menas cerca de la futura ciudad de Norilsk. En 1923 Nikolái Vysotski descubrió la presencia del platino en la mena. Las investigaciones continuaron hasta 1934, y después de una prospección meticulosa de los yacimientos Norilsk-1 y Norilsk-2, se aprobó el primer cálculo de las reservas de menas.
En 1935 se editó el decreto del Buró Político del Comité Central del Partido Comunista de la Unión Soviética sobre la construcción de Norilski gorno-metalurguícheski kombinat (en español: Planta Minera y Metalúrgica de Norilsk). En la construcción de Norilsk y de la planta trabajaron presos del campo de trabajos forzados del GULAG en Norilsk (Norillag), entre los cuales se encontraba Nikolái Urvántsev, el descubridor de los yacimientos.
En la primera mitad de los años 1940 se puso en marcha la producción de níquel, cobre, cobalto y platinoides. En 1953 la planta de Norilsk producía un 35% del níquel, un 12% del cobre, un 30% del cobalto y un 90% de los platinoides de la producción total de estos metales de la Unión Soviética.
En 1960 fue descubierto el yacimiento de menas sulfurosas de cobre y níquel más grande del mundo llamado Talnájskoye. Y en 1965 se descubrió el yacimiento Oktiábrskoye.
n 1981 empezó su actividad Talnájskaya obogatítelnaya fábrika (en español: Fábrica de Enriquecimiento de Talnaj). En 1979 se puso en operación Nadézhdinski metalurguícheski zavod (en español: Planta Metalúrgica de Nadézhdinsk).
El 4 de noviembre de 1989 el Consejo de ministros de la URSS decretó la creación del grupo estatal para la producción de metales no ferrosos Norilsk Nickel. El grupo incluyó la planta de Norilsk, las plantas Pechenganíkel y Severoníkel, Olenegorski mejanicheski zavod (en español: Fábrica Mecánica de Olenegorsk), Krasnoyarski zavod po obrabotke tsvetnýj metálov (en español: Fábrica de Procesamiento de Metales No Ferrosos de Krasnoyarsk) y el instituto Gipronickel (Leningrado). Estas empresas pasaron a formar un grupo basándose en el esquema tecnológico común de procesamiento de menas sulfurosas de cobre y níquel.
En 1993 por decreto del Presidente de la Federación de Rusia el grupo Norilsk Nickel se transformó en sociedad anónima rusa para la producción de metales no ferrosos y preciosos Norilsk Nickel (o RAO Norilsk Nickel por sus siglas en ruso, también llamada RAO Nornickel).
En 1994 se emitieron acciones de las empresas de la RAO Norilsk Nickel. En 1995 ONEKSIM-bank, de Vladímir Potanin, obtuvo por 170,1 millones de dólares el 38% del capital social del grupo (51% de las acciones con derecho a voto) en una subasta de acciones a cambio de créditos. En 1997 las estructuras de Potanin compraron este paquete por 640 millones de dólares.
En 2001 se realizó una reestructuración donde los accionistas de la RAO Norilsk Nickel intercambiaron sus acciones por las acciones de GMK Norilsk Nickel (en español: Planta Minera y Metalúrgica Norilsk Nickel). Las acciones de la empresa empezaron a cotizarse en las bolsas RTS y MICEX.
En 2002 Norilsk Nickel adquirió al grupo Polius haciéndose el productor más grande de oro en Rusia con una participación en el mercado que superaba el 15%. Todos los activos de Norilsk Nickel relacionados con la extracción del oro fueron trasladados a la empresa Polius. En 2006 Polius empezó a formar una sociedad anónima aparte denominada Polius Zóloto (en español: Oro Polar).[cita requerida desde hace 125 días]
En 2006 la planta minera y metalúrgica obtuvo una licencia para explotar el yacimiento Máslovskoye. Las reservas del yacimiento se incluyeron en el registro estatal en septiembre de 2009.
El 6 de julio de 2007 Norilsk Nickel anunció que había comprado el 90% del paquete accionario de LionOre Mining International Ltd. de Canadá, que era el décimo productor mundial de níquel. Esta adquisición (por un monto de $6400 millones de dólares norteamericanos) es la mayor compra realizada por una empresa rusa en el exterior a la fecha. Con ella Norilsk Nickel se convirtió en el mayor productor mundial de nickel.
En 2009 formó su propia flota de rompehielos.
En 2014 Norilsk Nickel se deshizo de los activos extranjeros: empresas de extracción de menas de oro y un proyecto de níquel de Australia.
En 2016 se produjo, por consideraciones ecológicas, entre otras, una clausura acelerada de Níkelevi zavod, la fábrica de níquel más antigua del grupo (construida en 1942), ubicada dentro de la ciudad de Norilsk. La clausura acelerada costó 11.000 millones de rublos. Ese mismo año se hizo un cambio en el logotipo de la empresa y pasó a denominarse Nornickel.
En 2017 Nornickel pasó a ser el único productor de níquel de Rusia. Brand Finance evaluó el brand de Nornickel en 675 millones de dólares. En Transbaikalia se puso en operación Býstrinski gorno-obogatítelni kombinat (en español: Planta de Minería y Enriquecimiento Býstrinski), cuya construcción se evalúa en $1.500 millones, con la capacidad de 10 millones de toneladas de menas al año. Nornickel entró en la lista del WWF (Fondo Mundial en favor de la Naturaleza) como una de las 5 empresas de minería ecológicamente más sostenibles de Rusia.
En 2018 Nornickel crea una empresa conjunta con Rússkaya plátina (en español: Platino Ruso). El volumen de producción de metales del grupo del platino es de hasta 100 toneladas al año, lo cual es comparable con el volumen de producción de Nornickel mismo. Por parte de la planta minera y metalúrgica en esta empresa conjunta entró el yacimiento Máslovskoye y por parte de Rússkaya plátina, el yacimiento Chernogórskoye y la parte meridional del yacimiento Norilsk‑1. Pero ya en 2020 la empresa conjunta se disolvió debido al bloqueo por parte de Rusal a éste proyecto, a la vez Rússkaya plátina y Nornickel acordaron la colaboración operacional en la prospección del yacimiento Chernogórskoye.
Además, en 2018, el conglomerado de empresas denominado Interros, de Vladimír Potanin, compró a Román Abramóvich un 2,1% de las acciones de Nornickel llevando su participación a un 32,9%. En el mismo año se terminó la etapa principal de la reconstrucción del aeropuerto Norilsk, que pertenece a Nornickel, superando el volumen total de las inversiones los 12.500 millones de rublos rusos, de los cuales 7.600 millones venían del presupuesto federal. En el mismo año Nornickel acordó con el konzern alemán BASF el suministro del níquel y cobalto a una planta de la ciudad finlandesa de Harjavalta que se especializaba en la producción de materiales de baterías para coches eléctricos teniendo una capacitad de 300 mil automóviles al año.
En 2019 Román Abramóvich vendió el 1,7% de las acciones de Nornickel por 551 millones de dólares a un amplio grupo de inversores, no pudiendo participar en esta compra las estructuras de Vladímir Potanin, Rusal, así como las partes relacionadas con ellas. Según Forbes, Nornickel se hizo el mejor empleador de Rusia (en aquel momento en la empresa trabajaban más de 75 mil empleados), en el ranking mundial la empresa ocupó el 36º lugar. En el mismo año Forbes colocó a GMK Norilsk Nickel en el primer lugar en la lista de las empresas rusas por el pago de premios a los altos ejecutivos. Nornickel se hizo socio general de la Universiada mundial de invierno de 2019.
El 29 de mayo de 2020 se produjo una avería en la central termoeléctrica №3, perteneciente a Norilsko-Taimýrskaya energokompania (en español: Empresa Energética de Norilsk y Taimyr), una empresa afiliada de Nornickel (para más detalles vea la sección “Averías en las plantas”). En agosto de 2021 el Ministerio de Situaciones de Emergencia de Rusia anunció la eliminación completa del derrame del combustible.
Además, en 2020 Nornickel destinó 10.500 millones de rublos rusos a la lucha contra la pandemia del coronavirus y planificó destinar a la causa otros 10.000 millones. En el mismo año Nornickel empezó un proyecto de digitalización de ventas de metales y anunció que sería el primer emisor de su plataforma suiza de tokenización de activos industriales Atomyze.
A principios de 2021 Nornickel suspendió parcialmente operaciones en sus dos minas clave: la Oktiabrski y la Taimirski, a causa de inundaciones.
En verano de 2021 Nornickel produjo la primera partida del níquel neutro en carbono en la historia de la industria metalúrgica.

### Privatización
En 1994 se emitieron acciones de las empresas de la RAO Nornickel. De acuerdo con el plan de privatización, una parte de las acciones de la sociedad anónima se distribuyó entre el colectivo de empleados, otra parte se comercializó en subastas de cheques de privatización. Más de 250 mil personas se hicieron accionistas de Norilsk Nickel.
En noviembre de 1995 se expuso a una subasta de acciones a cambio de créditos el paquete de control de las acciones de la sociedad anónima rusa (un 38%, o un 51% de las acciones con derecho a voto), fijado como propiedad federal. Como resultado, ONEKSIM-bank se hizo el portador nominal del paquete de control de acciones de la RAO Nornickel.
El 5 de agosto de 1997 se llevó a cabo un concurso comercial con condiciones de inversión, en el que el paquete de acciones del estado de la RAO Nornickel lo adquirió la ZAO Svift, que representaba los intereses del grupo ONEKSIM-bank. El ganador pagó al estado 270 millones de dólares por el 38% de las acciones de la RAO Nornickel, cumpliendo con las condiciones adicionales del concurso sobre la financiación de un programa de inversiones y el pago de unas deudas.
El hecho de que el precio por el que se privatizó Nornickel correspondía con su coste, se fundamenta con la conclusión contenida en:
- la opinión N.º 14300-2113/91 presentada por el académico-secretario del Departamento de Economía de la Academia de Ciencias de Rusia D. S. Lvov;
- la opinión N.º 93-1 presentada por la rectora de la Academia Financiera del Gobierno de la Federación de Rusia A. G. Griaznova.

En 1997 con el fin de hacer las empresas de la RAO Nornickel atractivas para los inversores e introducir modelos de administración modernos se crearon la OAO Kólskaya gorno-metalurguícheskaya kompania y OAO Norílskaya górnaya kompania (Empresa de Minería de Norilsk).
En 1997–2000 el Tribunal de Cuentas verificó la privatización de Norilsk Nickel. En el informe sobre los resultados de la verificación de la privatización del paquete federal de acciones de la RAO Norilsk Nickel emitido el 9 de junio de 2000, se indica que la privatización se llevó a cabo completamente de acuerdo con la legislación rusa. En el informe se dice que el precio inicial del paquete de acciones de la RAO Norilsk Nickel, que se expusieron a la subasta de acciones a cambio de créditos y al concurso comercial, se fijó de acuerdo con los actos normativos de la Federación de Rusia y se determinó por la alta deuda de la RAO Norilsk Nickel en el mismo periodo, así como las importantes obligaciones sociales de la empresa. A la misma conclusión llegaron la Fiscalía General y el Gobierno de la Federación de Rusia, donde también se realizaron las verificaciones correspondientes.

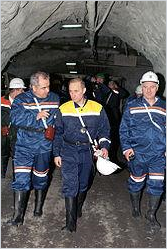
Vladímir Putin en la mina Oktiabrsk” con el director general de la filial Zapoliarni de GMK Norilsk Nickel Dzhonson Jagazhéyev (izquierda)

Por otra parte, existe otra opinión expresada en el libro del antiguo presidente adjunto del Tribunal de Cuentas de la Federación de Rusia, Yu. Yu. Bóldyrev, “Sobre los platos de sopa y las moscas”. En él se indica que en el momento de la subasta de acciones a cambio de créditos Norilsk Nickel era monopolista en el mercado de níquel (más de un 90% de la producción rusa) y cobre (más de un 60%), estaba aprovisionado con menas para unos 95 a 100 años, con beneficios anuales de 1.500 millones de dólares y rentabilidad de producción mayor de un 70%. Por lo tanto, el coste real de Norilsk Nickel era sustancialmente superior que los 180 millones de dólares por los que se vendió. Además, Yu. Yu. Bóldyrev menciona toda una serie de hechos que hablan sobre el carácter ficticio de transacciones con las subastas de acciones a cambio de créditos (incluida la de Norilsk Nickel) que realizó el Gobierno de la Federación de Rusia en 1995 para privatizar los activos públicos de mayor valor al margen de la ley de la privatización. En el libro se presenta también una carta del Tribunal de Cuentas a la Fiscalía General donde se exige a Yu. I. Skurátov entablar acciones judiciales a favor de los intereses de la Federación de Rusia y anular inmediatamente las operaciones ficticias con las subastas de acciones a cambio de créditos. Sin embargo, el fiscal general no lo hizo.
Posteriormente, el Tribunal de Cuentas hizo públicos muchos hechos que testificaban la privatización ilegal de la propiedad del estado. Sin embargo, ya en 2000 el Tribunal de Cuentas presentó un nuevo informe que, según Yu. Yu, Bóldyrev, “tenía agujeros” y tenía como objetivo “rehabilitar” en cierto modo a los nuevos propietarios de Norilsk Nickel encabezados por O. V. Potanin. A pesar de ello, el informe fue aprobado por la junta, pero Yu. Yu. Bóldyrev dejó su opinión particular.
En el libro de David Hoffman “Los oligarcas” se presenta una versión parecida a la de Bóldyrev del traspaso de Norilsk Nickel del estado a las estructuras de ONEKSIM-bank con detalles y entrevistas a los participantes en la subasta.

### Entrada de Rusal en el capital de la empresa y conflicto entre los accionistas
En abril de 2008 Mijaíl Prójorov, que junto con Vladímir Potanin era el copropietario de la empresa, vendió su parte del 25% más 1 acciones a la empresa de aluminio más grande del mundo Rossiyski alumini (español: Aluminio Ruso, brand: Rusal, OK Rusal), controlada por Oleg Deripaska. Prójorov obtuvo el 14% de Rossiyski alumini en forma de acciones y alrededor de 5.000 millones de dólares en efectivo (de los prometidos 7.000 millones de dólares en efectivo Deripaska pagó inmediatamente solo una parte, otra parte fue convertida en acciones adicionales de Rusal, otra parte más se pagó después de la OPV del grupo de aluminio). El nuevo accionista intentó unir las dos empresas. Pero las acciones consiguientes de los accionistas de la empresa provocaron un conflicto dentro de la corporación.
Hubo unas discusiones sustanciales alrededor de los puestos del director general y el presidente del consejo directivo de Nornickel, así como la composición del consejo directivo. Los accionistas pactaron una tregua en noviembre de 2008, poco antes de ello la empresa la encabezó el excompañero de Vladímir Putin de la KGB, el antiguo jefe de la Agencia Federal de Turismo Vladímir Strzhalkovski.
Un aspecto de peso en la lucha de los accionistas fue el hecho de que Nornickel comprara en el mercado un paquete importante de sus propias acciones, 17,3%, y estas acciones de la autocartera apoyaban el lado de la dirección de la empresa.
En el curso del conflicto, Interros hizo a Rusal una oferta de compra de su paquete de acciones por 9.000 millones de dólares, luego Nornickel envió a Rusal una oferta de compra del 25% de sus propias acciones por 12.000 millones de dólares, posteriormente le ofreció 12.800 millones de dólares por el 20 % de las acciones de la planta minera y metalúrgica. La empresa de Oleg Deripaska rechazó todas las ofertas. En agosto de 2011 Nornickel volvió a proponer a Rusal que le vendiera su paquete, esta vez por 8.750 millones de dólares.
En la primavera de 2011, según el medio Védomosti, ya fue Potanin quien recibió una propuesta por parte de los empresarios Víktor Vekselberg y Leonid Blavátnik de comprar su parte de la empresa. La suma de la propuesta, según evalúa el periódico, fue de 19.200 millones de dólares; el empresario contestó con un rechazo.
A principios de diciembre de 2012 las partes declararon una tregua, llamando en calidad de árbitro a Román Abramóvich. Deripaska, Potanin y Abramóvich firmaron un nuevo acuerdo de accionistas, siguiendo el cual el director general de Nornickel tenía que ser, en vez de Strzhalkovski, que no le convenía a Rusal, el mismo Vladímir Potanin, y el 16,9% de las acciones de la autocartera que tenía la empresa en su balance tenían que ser liquidadas. Una parte de las acciones de los accionistas actuales, según se esperaba, se vendería a Abramóvich (el 2,84% de las acciones las venderá Potanin por 867,3 millones de dólares, y el 2,03% lo venderá Deripaska por 619,7 millones de dólares). También se esperaba que Interros, Rusal y Millhouse (empresa de Abramóvich) tenían que crear un fideicomiso donde se entregarían partes iguales de sus acciones en Nornickel (7,3% de las acciones de cada uno) para que Abramóvich pudiera, actuando en calidad del árbitro, gestionar el 20% de las acciones en total. Además de ello, las partes acordaron terminar todos los procesos judiciales y elegir a miembros nuevos de la junta con una representación uniforme.

## Propietarios
Según los datos oficiales, con fecha de 14.10.2021, la estructura del capital social de la empresa es la siguiente:
●   INTERROS LIMITED — 35,95%,
●   MKPAO «EN+ GRUP» — 26,25%,
●   otros accionistas — 37,3%,
●   acciones de la autocartera — 0,5%.
Según TASS, los accionistas principales de la empresa, a marzo de 2021 son los siguientes:
●   Interros, de Vladímir Potanin — 34,6% de las acciones,
●   Rusal — 27,8% de las acciones,
●   Crispian, de Román Abramóvich y Alexandr Abrámov, — 4,7% de las acciones.
En el proceso de divorcio entre Vladímir Potanin y su antigua esposa Natalia en 2015 el juzgado del distrito Présnenski de la ciudad de Moscú llegó a la conclusión de que Vladímir Potanin no era copropietario de Norilsk Nickel ni del grupo Interros.
La capitalización bursátil de la empresa en la Bolsa de Moscú, a septiembre de 2021, fue de 3,7 trillones de rublos rusos.

## Administración

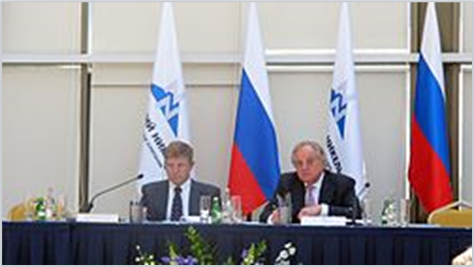
Gareth Penny y Andréi Bugrov, presidiendo la asamblea general de accionistas de GMK Norilsk Nickel, 10 de junio de 2016

### Junta
Desde marzo de 2013 el presidente del consejo directivo de la empresa es Gareth Penny, el antiguo presidente del consejo directivo del monopolio de diamantes De Beers.

### Dirección
El director general de la empresa es Vladímir Potanin (desde diciembre de 2012).
En este puesto han estado las siguientes personas: 
●   Anatoli Filátov (1988–1996), director de la planta, presidente del grupo y presidente de RAO Norilsk Nickel,
●   Vsévolod Guenerálov (abril a mayo de 1996), presidente en funciones de RAO Norilsk Nickel,
●   Aleksandr Jloponin (1996–2001), director general de RAO Norilsk Nickel,
●   Dzhonson Jagazhéyev (febrero a agosto de 2001), director general de RAO Norilsk Nickel, director general de GMK Norilsk Nickel en 1998–2001,
●   Mijaíl Prójorov (2001–2007), director general, presidente de la junta de GMK Norilsk Nickel,
●   Denís Morózov (2007–2008),
●   Serguéi Batejin (julio a agosto de 2008),
●   Vladímir Strzhalkovski (agosto de 2008 a diciembre de 2012),
●   Vladímir Potanin (desde diciembre de 2012).

## Actividad
Nornickel es la empresa de metalurgia no férrea más grande de Rusia, entra en la lista de las 10 empresas privadas más grandes del país.
Nornickel lleva a cabo la búsqueda, prospección, enriquecimiento y procesamiento de minerales. Produce y comercializa metales no ferrosos y preciosos. La geografía de los suministros cubre más de treinta países. La producción se realiza en Rusia, en la región industrial de Norilsk, en la península de Kola y en el krai de Zabaikalie, así como en Finlandia y Sudáfrica.
En 2019 la producción de níquel fue de 229 mil toneladas, la del cobre fue de 499 mil toneladas, la del paladio fue de 2,9 millones de onzas, la del platino fue de 0,7 millones de onzas.
Nornickel es:
- N.º 1 del mundo en la producción de níquel, siendo su participación de un 14% (un 96% en Rusia); según Bloomberg, Nornickel es el productor del níquel más eficaz del mundo;[62]
- N.º 1 del mundo en la producción de paladio, siendo su participación de un 41%;[63]
- N.º 3 del mundo en la producción de platino, siendo su participación de un 10%.[64]

Nornickel produce también rodio, cobalto, cobre, plata, oro, iridio, rutenio, selenio, telurio y azufre.
Reservas confirmadas y probables:
- 6,5 millones de toneladas de níquel,
- 11,6 millones de toneladas de cobre,
- 118 millones de ozt de metales del grupo del platino.

Según NIIF, en 2020 los ingresos de la empresa fueron de 15.500 millones de dólares, el beneficio neto fue de 3.600 millones de dólares.
En la entrevista dada al periódico Kommersant el vicepresidente de Nornickel Yevgueni Fiódorov declaró que en 2021 las inversiones en la modernización de las instalaciones de la infraestructura energética se duplicaron comparadas con las de 2020 llegando a alcanzar 30.000 millones de rublos.

## Estructura de la empresa
Nornickel une tres sitios de producción. El primero es la filial Zapoliarni ubicada en la península de Taimyr (en Norilsk, Talnaj, Kayerkán y Dudinka). El segundo está en la península de Kola (en Monchegorsk, Zapoliarni, Níkel). El tercero es Býstrinski gorno-obogatitelni kombinat.

### Participación en otras empresas
Hasta 2006 GMK Nornickel poseyó ZAO Polius, el productor de oro más grande de Rusia (20% de la producción de oro de Rusia). Después de la reestructuración, las acciones de la sociedad anónima cerrada (siglas transliteradas en español: ZAO) se entregaron a la empresa creada OAO Polius Zóloto. Las acciones de la sociedad anónima abierta (siglas transliteradas en español: OAO) se distribuyeron entre los accionistas de Norilsk Nickel proporcionalmente a su participación. Además, a Norilsk Nickel le pertenece un 60,66% de la empresa energética rusa OGK-3.
El 29 de junio de 2007 Nornickel anunció que había conseguido reunir el 90% de las acciones de la empresa canadiense LionOre. Para mediados de agosto de 2007 la empresa había comprado adicionalmente un 7,7% de las acciones de LionOre habiendo acumulado de este modo el 97,7 % de las acciones de la corporación canadiense. Nornickel planeaba comprar de forma forzosa el restante 2,3% de las acciones, de acuerdo con la legislación canadiense.
Nornickel heredó de LionOre el 50% del proyecto conjunto con la empresa sudafricana ARM. A los socios les pertenece la mina Nkomati en Sudáfrica. En 2006 Nkomati nickel extrajo 396,9 mil toneladas de menas, produjo 4826 toneladas de níquel. La extracción anual del cobre de la empresa era de 2,8 mil toneladas, la del paladio era de 22 mil onzas al año. En 2019 Nornickel y African Rainbow Minerals tomaron la decisión de cerrar el proyecto. En noviembre de 2021 Nornickel obtuvo una compensación del gobierno de Botsuana y de la empresa pública BCL Group por un acuerdo de venta de los activos africanos de Nornickel por parte de BCL Group, incluido el 50% de las de Nkomati.

## Proyectos actuales
El Proyecto de Azufre es el proyecto ecológico más grande de Nornickel, con un coste de 3.500 millones de dólares. El objetivo del proyecto es reducir en 10 veces las emisiones del dióxido de azufre hasta 2025 y en 20 veces hasta 2030. En el marco de este proyecto se planea cerrar el taller de fundición en la península de Kola, en el pueblo de Níkel, el taller metalúrgico en Monchegorsk, modernizar Medni zavod (en español: Planta de Cobre) y proveer a la producción con instalaciones para el reciclaje del dióxido de azufre. Según un representante de Nornickel, la empresa no renunciará al Proyecto de Azufre ni siquiera después de una multa de 147.700 millones de rublos rusos por un derrame de diésel producido en 2020.
Nornickel planifica retener las emisiones de los gases de efecto invernadero hacia 2030 por debajo de los actuales 10 millones de toneladas, teniendo en cuenta el crecimiento de la producción en un 30%.
En 2020 en Norilsk se abrió un polideportivo en el que Nornickel invirtió 3.600 millones de rublos rusos.
En marzo de 2020 se firmó un acuerdo sobre la cooperación con el productor de energía sin emisiones de carbono Fortum y el grupo químico BASF que se dedicaba al reciclaje de las baterías. Se planea que el uso de los metales de las baterías descargadas reduzca las emisiones del dióxido de carbono en la producción de baterías para coches eléctricos.
En octubre de 2021 se tomó la decisión de construir un pueblo nuevo para los habitantes de Tujard, para lo cual Nornickel tuvo la iniciativa de obtener el consentimiento libre, previo e informado de los habitantes.
En noviembre de 2021 el Tribunal de Arbitraje del krai de Krasnoyarsk satisfizo la acción del fiscal de transportes de Siberia Occidental sobre la retirada de 30 embarcaderos de la posesión de GMK Norilsk Nickel. El objeto de la acción fueron los embarcaderos del puerto marítimo de Dudinka, que antes de la privatización explotaba el grupo Norilsk Nickel y que, según la fiscalía, no formaron parte de la propiedad del grupo en el proceso de privatización.

## Apoyo a la cultura y el deporte
Nornickel es administrador fiduciario del Museo del Arte Multimedia.
Nornickel es patrocinador del festival de los pueblos indígenas del Norte “El Gran Arguísh”.
En 2020 la empresa abrió en Norilsk la arena deportiva “Aika”; en 2021, la “Tula-Arena”.

## Organizaciones afiliadas y dependientes
| ● Aerolínea NordStar ● Aerolínea Norilskavia ● Aeropuerto Norilsk ● Yeniséiskoye rechnoye parojodstvo ● Puerto fluvial de Krasnoyarsk ● Gipronickel ● Kólskaya gorno-metalurguícheskaya kompania ● Krasnoyarski zavod tsvetnýj metálov imeni V. N. Gulidova ● ООО Norilskgueologuia ● Club de fútbol sala Norilsk Nickel ● Club de baloncesto TsSKA ● ОАО Norilskgazprom ● ОАО Taimyrgaz ● АО Taimýrskaya tóplivnaya kompania ● NOU Korporativni universitet Norilsk Nickel ● ООО Sanatori Zapoliarie ● OOO Yedinstvo ● OAO NTEK ● OAO Taimyrenergo | ● OOO Loguístik-Tsentr ● ООО Zavod po pererabotke metaloloma ● ООО Zapoliárnaya stroítelnaya kompania ● ООО Zapoliarni torgovi aliáns ● ООО Norílskaya zhilishchno-ekspluatatsiónnaya kompania ● ООО Norílskaya torgóvaya kompania ● ООО Norilski molochni zavod ● ООО Norilski obespéchivayushchi kompleks ● ООО Norilsknikelremont ● ООО Norilskpromtransport ● ООО Nortrans-Norilsk ● ООО Norilskoe torgovo-proizvódstvennoye obiedinenie ● ООО Torguinvest ● ООО Upravliáyushchaya kompania Zapoliárnaya stolitsa ● ООО Nornickel — obshchi tsentr obslúzhivania (antigua ООО NN-Infokom) ● ООО Vostokgueologuia ● ООО GRK Býstrinskoye ● ООО Renóns (parque de diversiones Bobrovi log) |

## Averías en las plantas
El 11 de marzo de 1999, en la galería Anguidrit de la mina Kayerkanski, murieron 3 mineros por una explosión a 150 m de profundidad.
El 15 de marzo de 2001, en la mina Zapoliarni, murieron 2 mineros y 4 mineros resultaron heridos por una explosión a 201 m de profundidadd.
El 27 de agosto de 2003 murieron 2 mineros en una de las galerías de la mina Oktiabrski como resultado del derrumbe de una masa rocosa.
El 8 de noviembre de 2003 murió un minero en una de las galerías de la mina Oktiabrski como resultado del derrumbe de una masa rocosa.
El 11 de septiembre de 2015 murieron 2 mineros en una galería de la mina Oktiabrski como resultado del derrumbe de un muro de contención.
El 25 de febrero de 2016, en la galería Mayak de la mina Komsomolski, murió un minero por la inundación de la galería.
El 15 de noviembre de 2016, en la mina Oktiabrski, murió un técnico minero como resultado del derrumbe de una masa rocosa.
El 7 de julio de 2017, en una galería de la mina Zapoliarni, murieron 4 mineros por una explosión de metano.
El 22 de octubre de 2019, en una galería de la mina Taimyrski, murieron 1 técnico minero y 2 ingenieros por ahogamiento.
El 29 de mayo de 2020, en la central termoeléctrica que pertenecía a Norilsko-Taimýrskaya energuetícheskaya kompania (NTEK) (en español: Empresa Energética de Norilsk y Taimyr), que, a su vez, formaba parte del grupo de empresas Norilsk Nickel, se produjo un escape de 21 mil toneladas de diésel. Según el medio Kommersant, es el incidente más grave del Ártico ruso. Vladímir Putin declaró el estado de emergencia a escala federal. Según la opinión del Servicio Federal para la Supervisión Ecológica, Tecnológica y Atómica, la avería se produjo por errores en el diseño y la construcción de los pilotes del depósito de diésel. Se iniciaron causas criminales contra los empleados de la central termoeléctrica y el alcalde de Norilsk (que fue sentenciado consiguientemente a trabajos correctivos). El presidente de la Asociación de los pueblos indígenas minoritarios de la península de Taimyr del krai de Krasnoyarsk, Grigori Diukariov, envió una carta oficial al presidente de la Federación de Rusia V. V. Putin con información sobre la contaminación producida por las empresas de Nornickel. El Servicio Federal para la Supervisión del Aprovechamiento de los Recursos Naturales evaluó los daños provocados al medioambiente en 147.700 millones de rublos rusos — el periódico Kommersant considera esta multa como probablemente la más grande de la historia rusa. Nornickel mismo evaluó los daños producidos por el derrame del combustible en una suma siete veces inferior, es decir en 21.400 millones de rublos rusos y propuso un plan de eliminación de las consecuencias en un periodo de tres años. El Instituto Científico de Estudios de Pesca y Oceanografía de Rusia evaluó los costes de la recuperación del estado de los recursos biológicos acuáticos en 40.000 millones de rublos rusos. Greenpeace evaluó los daños en 6.000 millones de rublos rusos. Los expertos evaluaron los daños producidos a los pueblos indígenas del norte en 170 millones de rublos rusos. Según un miembro de la comisión que realizó la evaluación, el viceportavoz de la Duma de Taimyr Serguéi Sizonenko, en el territorio afectado viven alrededor de 700 representantes de comunidades y hogares de pueblos minoritarios. A septiembre de 2020 Nornickel había gastado 11.500 millones de rublos rusos para solventar la situación de emergencia. En agosto de 2021 el Ministerio de Situaciones de Emergencia anunció la eliminación completa del derrame de combustible.
El 28 de junio de 2020 se produjo un derrame en una empresa de Nornickel durante un traslado ilegal del líquido de la presa de retención de residuos mediante bombas a la zona de la tundra. La división rusa de Greenpeace, junto con el periódico Nóvaya gazeta y con el antiguo empleado del Servicio Federal para la Supervisión del Aprovechamiento de los Recursos Naturales, Vasili Riabin, descubrió cómo se tiraba el contenido de la presa de retención de residuos de Talnájskaya obogatítelnaya, fábrica que estaba destinada a almacenar residuos líquidos que contenían metales pesados, tensoactivos. El líquido se sacaba con bombas y se tiraba desde la presa a la tundra. Los residuos venenosos acabaron en el río Jarayelaj, que vierte sus aguas en el lago Piásino.
El 12 de julio de 2020, cerca del pueblo de Tujard del krai de Krasnoyarsk, se produjo un derrame de 44,5 toneladas de combustible de aviación por un deterioro de la tubería de la empresa Norilsktransgaz, que forma parte de Nornickel.
El 1 de marzo de 2021, después de varias averías en sus instalaciones industriales, la empresa anunció la dimisión de su primer vicepresidente, el director operacional Serguéi Diachenko.

## Participación en los índices de audiencia
| Agencia           | Rating         | Fecha      |
| Moody’s           | Baa2, negativo | 18.12.2020 |
| Fitch Ratings     | BBB—, estable  | 10.08.2021 |
| Standard & Poor's | BBB—, estable  | 11.10.2019 |

Según Forbes, en 2019 Nornickel fue el mejor empleador de Rusia. En 2021 Forbes incluyó la empresa en la lista de los 10 empleadores privados rusos más grandes.
En 2021 Nornickel por primera vez fue una de las 10 empresas más grandes de Rusia de la lista RBK 500.